# 天主教勒阿弗爾教區
天主教勒阿弗爾教區（拉丁語：Dioecesis Portus Gratiae）是法國一個羅馬天主教教區，屬魯昂總教區。
教區成立於1974年7月6日，位於濱海塞納省勒阿弗爾區，2004年有教300,000人（佔轄區總人口75.2%）、廿一個堂區、八十四名司鐸。現任教區主教為若望-路加·布魯林。